# Filipovići (Sveti Ivan Zelina)
Filipovići is een plaats in de gemeente Sveti Ivan Zelina in de Kroatische provincie Zagreb. De plaats telt 72 inwoners (2001).